# テンション (音楽)
テンションとは、音楽において聴いている者に解決や安定を期待させるような音を指す。例えば不協和音などは協和音へと移行する可能性がある。テンションは反復や順次進行によっても作られる。

## 和声におけるテンション
テンションは、狭義の機能和声（長調と短調による音楽の和声）で使用される非和声音の一種である。テンション・ノート tension note とも呼ぶ。非和声音のうち、和音の響きに緊張感を与え、かつ和音進行を阻害しない音をテンション・ノートという。テンション・ノートは狭義の機能和声における和音の機能に基づく考え方だが、モーダル・ハーモニーでも同様に扱われる。

### テンション・ノートの見つけ方
1. テンション・ノートになる非和声音の条件
  1. 和音の構成音と短 9 度をなす音はテンション・ノートになり得ない（ドミナント・セブンス・コードの場合はこの限りでない）。
  2. 和音の進行を阻害する音はテンション・ノートになり得ない。
2. テンション・ノートの見つけ方
  1. テンションを見つけたい和音にアベイラブル・ノート・スケールを設定する。
  2. 「テンション・ノートになる非和声音の条件」に従う非和声音を見つける。

### 長調のダイアトニック・コードのテンション
メジャー・キー（長調）のダイアトニック・コードのテンションおよびその見つけ方を示す。ダイアトニック・コードとはダイアトニック・スケール（全音階）にある音のみから構成される和音のことで、メジャー・キーであればメジャー・スケール（長音階）にある音から構成される和音のことである。
ここではCメジャー・キー（ハ長調）を例に説明する。譜例の下部に書かれた音階名は、それぞれの和音に適用されたアヴェイラブル・ノート・スケールを示している。

#### I諸和音のテンション

##### IM7のテンション
IM7（C: CM7）において、D音は9thのテンションである。F音は構成音Eと短9度をなし、かつ和音の機能を阻害するためアヴォイド・ノート（テンションになりえない非和声音）である。A音は13thのテンションである。
F音が和音機能を阻害する説明：CM7のE音はF音への限定進行を期待させるため、F音があらかじめ響いているとそれを妨げてしまう。
| 長調のIM7のテンション |

##### I6のテンション
I6（C: C6）はIM7に6thが付加されたものとも捉えうる。ここで、第6音Aテンション13thではなくI6の構成音6thであるとみなす。D音とF音についてはIM7と同じに捉える。
| 長調のI6のテンション |

#### IIm7のテンション
IIm7（C: Dm7）において、E音は9thのテンションである。G音は11thのテンションである。B音は和音機能を阻害するためアヴォイド・ノートである。
B音が和音機能を阻害する説明：Dm7の第7音Cは次にB音へ進行することを期待させるため、あらかじめB音が響いているとそれを妨げてしまう。
| 長調のIIm7のテンション |

#### IIIm7のテンション
IIIm7（C: Em7）において、F音は構成音Eと短9度をなすためアヴォイド・ノートである。A音は11thのテンションである。C音は構成音Bと短9度をなし、またこれが響くとCM7（IM7）を感じさせ、IIIm7の色彩が失われるため、アヴォイド・ノートである。
| 長調のIIIm7のテンション |

#### IV諸和音のテンション

##### IVM7のテンション
IVM7（C: FM7）において、G音は9thのテンション、B音は♯11thのテンション、D音は13thのテンションである。
| 長調のIVM7のテンション |

##### IV6のテンション
IV6（C: F6）は6thが付加されたものとも捉えうる。ここで、第6音Dはテンション13thではなくIV6の構成音6thであるとみなす。G音とB音についてはIM7と同じに捉える。
| 長調のIV6のテンション |

#### V7のテンション
V7（C: G7）において、A音は9thのテンションである。C音は和音の機能を阻害するためアヴォイド・ノートである。E音は13thのテンションである。
C音が和音機能を阻害する説明：G7におけるB音は導音と呼ばれ、主音に進行（解決）することを期待させる。あらかじめC音が響いているとそれが阻害される。
| 長調のV7のテンション |

#### VIm7のテンション
VIm7（C: Am7）において、B音は9thのテンション、D音は11thのテンションである。F音は構成音Eと短9度をなし、またこれが響くとFM7（IVM7）を感じさせ、VIm7の色彩が失われるため、アヴォイド・ノートである。
| 長調のVIm7のテンション |

#### VIIm7(♭5)のテンション
VIIm7(♭5)（C: Bm7(♭5)）において、C音は根音B音と短9度をなすためアヴォイド・ノートである。E音は11thのテンション、G音は♭13thのテンションである。
| 長調のVIIm7(♭5)のテンション |

### 短調のダイアトニック・コードのテンション
マイナー・キー（短調）のダイアトニック・コードのテンションおよびその見つけ方を示す。ダイアトニック・コードとはダイアトニック・スケール（全音階）にある音のみから構成される和音のことで、マイナー・キーであればマイナー・スケール（短音階）にある音のみから構成される和音のことである。
短調の曲では3種の短音階、すなわちナチュラル・マイナー・スケール（自然短音階）、ハーモニック・マイナー・スケール（和声的短音階）、およびメロディック・マイナー・スケール（旋律的短音階）が使い分けられる。それぞれの短音階上にダイアトニック・コードが存在するので、長調よりもダイアトニック・コードの数は多くなる
ここではCマイナー・キー（ハ短調）を例に説明する。譜例の下部に書かれた音階名は、それぞれの和音に適用されたアヴェイラブル・ノート・スケールを示している。

#### Im諸和音のテンション
これら3種の短音階の音すべてからなる音階を、トニック・マイナー・スケールという。
Im諸和音のテンションは、トニック・マイナー・スケールを設定してまとめて捉える。
D音は9thのテンションである。F音は11thのテンションである。A♭音は構成音Gと短9度をなし、またこれが響くとA♭M7（♭VIM7）を感じさせ、Im諸和音の色彩が失われるため、アヴォイド・ノートである。
| 短調のIm諸和音のテンション |

#### IIm7(♭5)のテンション
自然短音階上にできるダイアトニック・コードである。
E♭音は根音Dと短9度をなすためアヴォイド・ノートである。G音は11thのテンション、B♭音は♭13thのテンションである。
| 短調のIIm7(♭5)のテンション |

#### IIm7のテンション
旋律的短音階にできるダイアトニック・コードである。
E♭音は根音Dと短9度をなすためアヴォイド・ノートである。G音は11thのテンション、B音は和音の機能を阻害するためアヴォイド・ノートである。
B音が和音機能を阻害する説明：Dm7の第7音Cは次にB音へ進行することを期待させるため、あらかじめB音が響いているとそれを妨げてしまう。
| 短調のIIm7のテンション |

#### ♭III諸和音のテンション
自然短音階上にできるダイアトニック・コードである。

##### ♭IIIM7のテンション
F音は9thのテンション。A♭音は第3音Gと短9度をなすためアヴォイド・ノートである。C音は♭III6（C: E♭6）のコード・トーンと捉える。
| 短調の♭IIIM7のテンション |

##### ♭III6のテンション
♭III6（C: E♭6）は譜例のように、♭IIIM7に6thが付加されたものとも捉えうる。ここで、第6音Cはテンション13thではなく♭III6の構成音6thであるとみなす。F音とA♭音については♭IIIM7と同じに捉える。
| 短調の♭III6のテンション |

##### ♭IIIaugM7のテンション
和声的短音階上にできるダイアトニック・コードである。
この和音はほとんど用いられないため割愛する。

#### IVm7およびIVm6のテンション
自然短音階にできるダイアトニック・コードである。
G音は9thのテンション、B♭音は11thのテンションである。D音はIVm6の構成音である第6音（6th）として捉える。
| 短調のIVm7およびIVm6のテンション |

#### IV7のテンション
旋律的短音階にできるダイアトニック・コードである。
G音は9thのテンション、B音は♯11thのテンション、D音は13thのテンションである。
| 短調のIV7のテンション |

#### Vm7のテンション
自然短音階にできるダイアトニック・コードである。
A♭音は、根音Gと短9度をなすためアヴォイド・ノートである。C音は11thのテンションである。E♭音は第5音Dと短9度をなし、また♭IIIM7（E♭M7）を感じさせ、Vm7の色彩を損ねるためアヴォイド・ノートである。
| 短調のVm7のテンション |

#### V7のテンション
和声的短音階にできるダイアトニック・コードである。
ドミナント・セブンス・コード（属七和音）においては、テンションが構成音と短9度をなしていてもテンションとなり得る。
A♭音は構成音Gと短9度をなすが、♭9thのテンションである。C音は、第3音B（導音と呼ばれる）の進行先であるので、これが同時に響くと和音の機能を阻害するためアヴォイド・ノートである。E♭は構成音Dと短9度をなすが、♭13thのテンションである。
| 短調のV7のテンション |

#### ♭VIM7のテンション
自然短音階にできるダイアトニック・コードである。
B♭音は9thのテンションである。D音は♯11thのテンションである。F音は♭VI6（A♭6）の構成音と捉える。
| 短調の♭VIM7のテンション |

#### VIm7(♭5)のテンション
旋律的短音階にできるダイアトニック・コードである。
B音は9thのテンションである。D音は11thのテンションである。F音は♭13thのテンションである。
| 短調のVIm7(♭5)のテンション |

#### ♭VII7のテンション
自然短音階にできるダイアトニック・コードである。
C音は9thのテンションである。E♭音は第3音Dと短9度をなすためアヴォイド・ノートである。G音は13thのテンションである。
| 短調のVII7のテンション |

#### VIIdim7のテンション
和声的短音階にできるダイアトニック・コードである。
主として短調のV7の代理和音として用いられるため、#V7のテンションを参照のこと。
| 短調のVIIdim7のテンション |

#### VIIm7(♭5)のテンション
旋律的短音階にできるダイアトニック・コードである。
この和音は短調ではほとんど用いられないため、説明は省く。
| 短調のVIIm7(♭5)のテンション |